# مشروع سجن زومبا
مشروع سجن زومبا هو مجموعة تسجيلات موسيقية من إحدى سجون مالاوي تجمع 16 سجينا. تم ترشيح هذا المشروع لنيل جائزة غرامي في صنف موسيقى العالم لسنة 2016.